# 중국동방항공

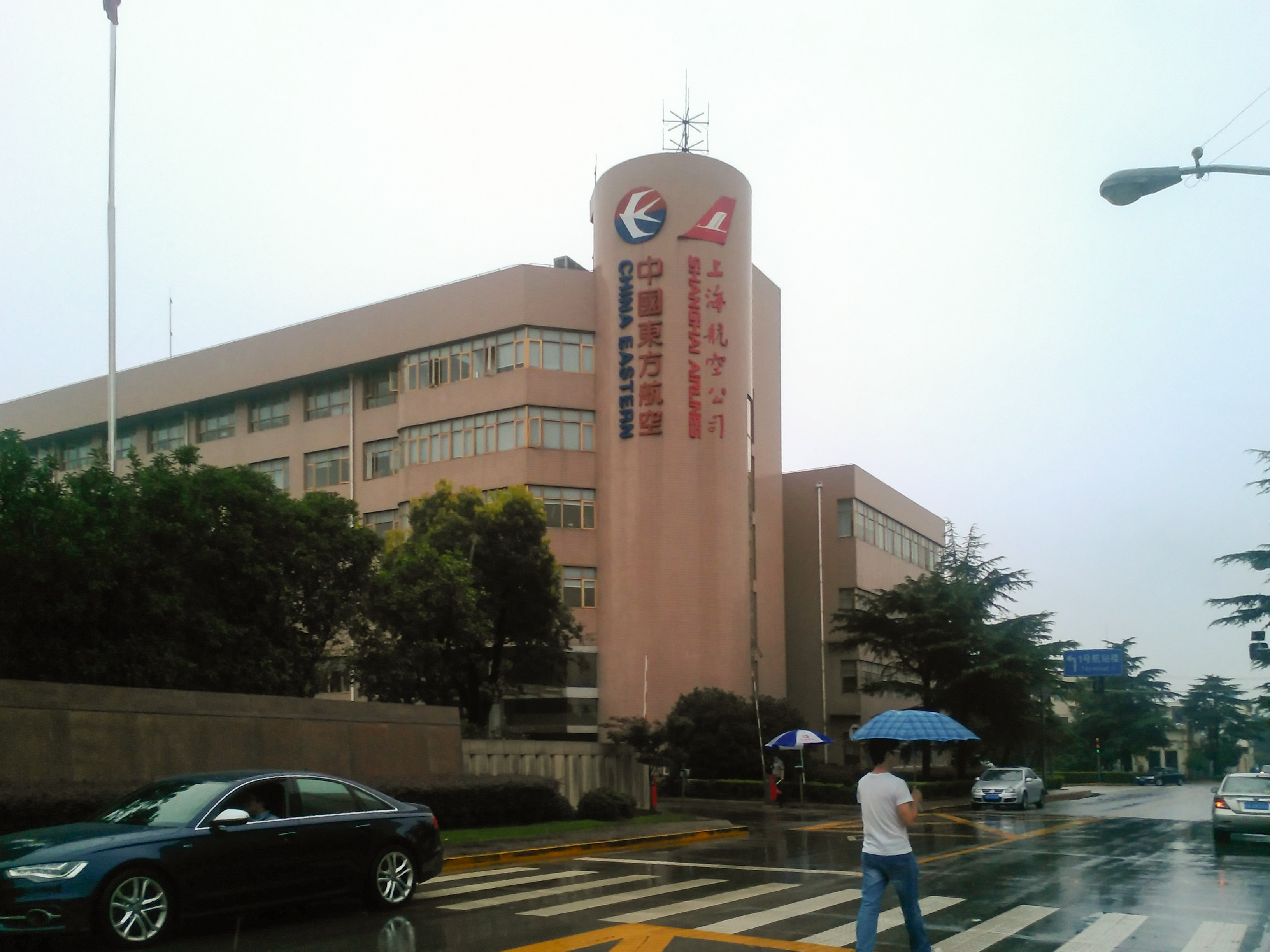
중국동방항공공사 본사/상하이 항공 본사

중국동방항공(중국어 정체자: 中國東方航空 약자 東航, 간체자: 中国东方航空 약자 东航, 병음: zhōng guó dōng fāng háng kōng, 상하이: 600115, 홍콩: 0670, NYSE: CEA)은 중화인민공화국 상하이에 기반을 두고 있는 항공회사이다. 이 회사는 국제, 국내, 지역 항공 노선을 운항하고 있는 메이저급 기업이다. 메인 허브 공항은 상하이 훙차오 국제공항과 상하이 푸둥 국제공항으로 2010년 항공동맹에 가입하겠다는 의사를 왔었고, 2011년 6월 21일 스카이팀에 정식으로 가입하였다.
중국남방항공과 더불어 대한민국에는 베이징 다싱 국제공항행 직항편을 처음으로 운항하는 항공사로, 김포행을 먼저 취항한 남방과 달리 동방은 인천 - 다싱 직항을 처음으로 선보였다.

## 역사
1988년 6월 중화인민공화국의 유일한 항공사였던 중국민용항공(CAAC) 항공 사업부가 분리되어 설립했다. 1998년 세계 최대 해운 기업인 코스코(COSCO)와 공동 출자하여 중국화물항공을 설립했다. 2001년 중국운남항공과 중국서북항공을 인수하였고 2002년 중국윈난항공과 중국서북항공을 인수, 합병하였다. 2010년 세계 박람회의 공식 후원업체가 되었고, 중국 정부의 승인을 받은 50개 기업의 하나로 알려졌다. 대한민국에는 1988년 청두발 훙차오 경유 김포 간 전세기가 처음으로 운항하였고 1992년 김포 - 훙차오 간 주 7회 운항이 시작되었다. 2010년 상하이 항공과 합병한 후, 대한민국 사무소가 대한민국 지사로 승격되었다.

## 운항 노선
- 2011년 11월 현재 중국동방항공은 다음과 같은 노선을 취항하고 있다.

### 코드셰어 협정
- 2011년 11월 현재 중국동방항공은 아래 항공사와 코드쉐어를 하고 있다.

| - KLM (스카이팀) - 가루다 인도네시아 항공 (스카이팀) - 대한항공 (스카이팀) - 델타 항공 (스카이팀) - 로얄 브루나이 항공 - 만다린 항공 - 베트남 항공 (스카이팀) - 상하이 항공 - 샤먼 항공 (스카이팀) - 쓰촨 항공 | - 아에로플로트 (스카이팀) - 영국항공 (원월드) - 에어 프랑스 (스카이팀) - 에티하드 항공 - 웨스트 제트 - 일본항공 (원월드) - 조이 에어 - 준야오 항공 - 중국남방항공 - 중화항공 (스카이팀) | - 차이나 유나이티드 항공 - 케냐 항공 (스카이팀) - 콴타스 항공 (원월드) - 홍콩 항공 |

## 보유 기종

### 현재 사용하는 기종
- 2024년 9월을 기준으로, 중국동방항공은 다음의 항공기를 보유 중이다.[2][3][4][5]

## 사진

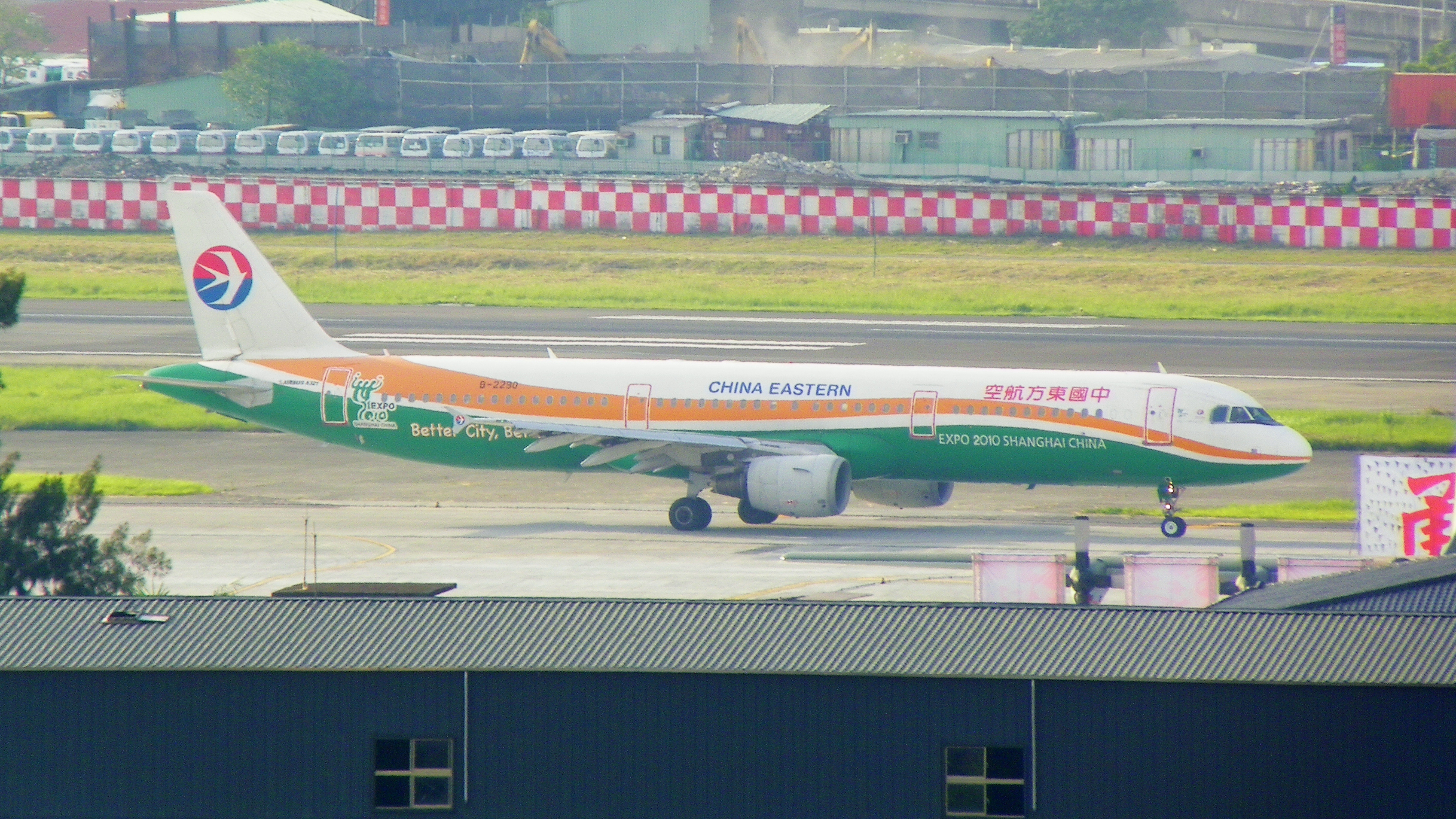
특별 도장을 적용한 중국동방항공의 에어버스 A321-200
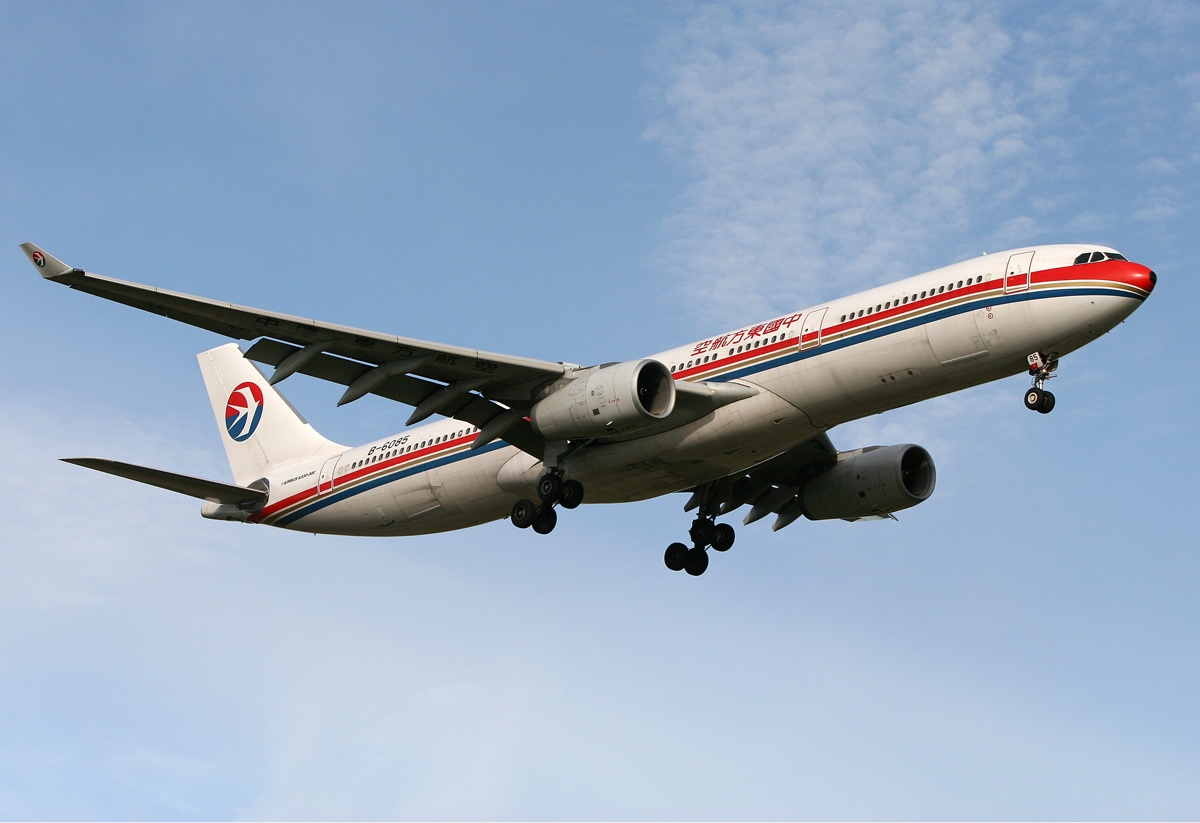
중국동방항공의 에어버스 A330-300
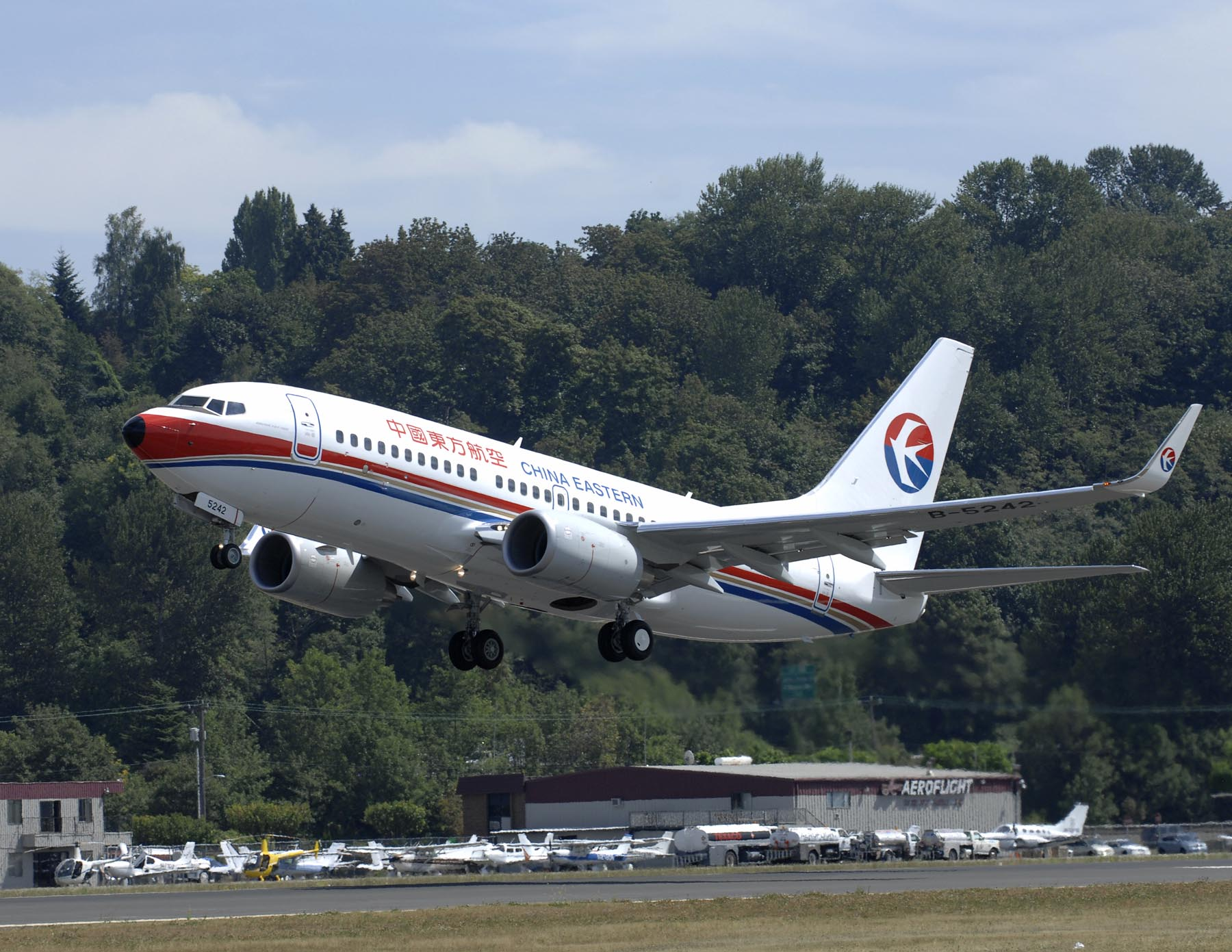
중국동방항공의 보잉 737-700
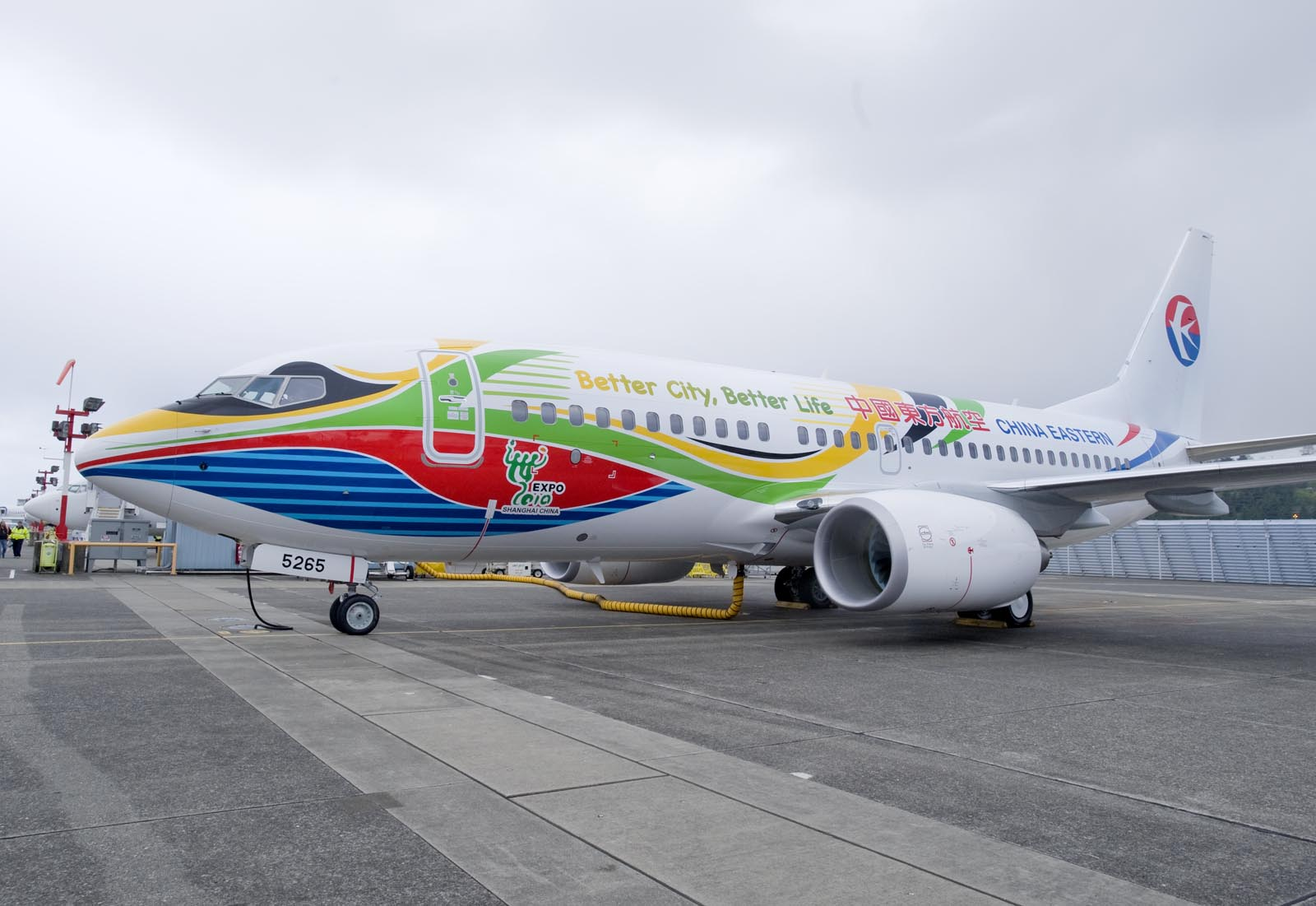
특별 도장을 적용한 중국동방항공의 보잉 737-700
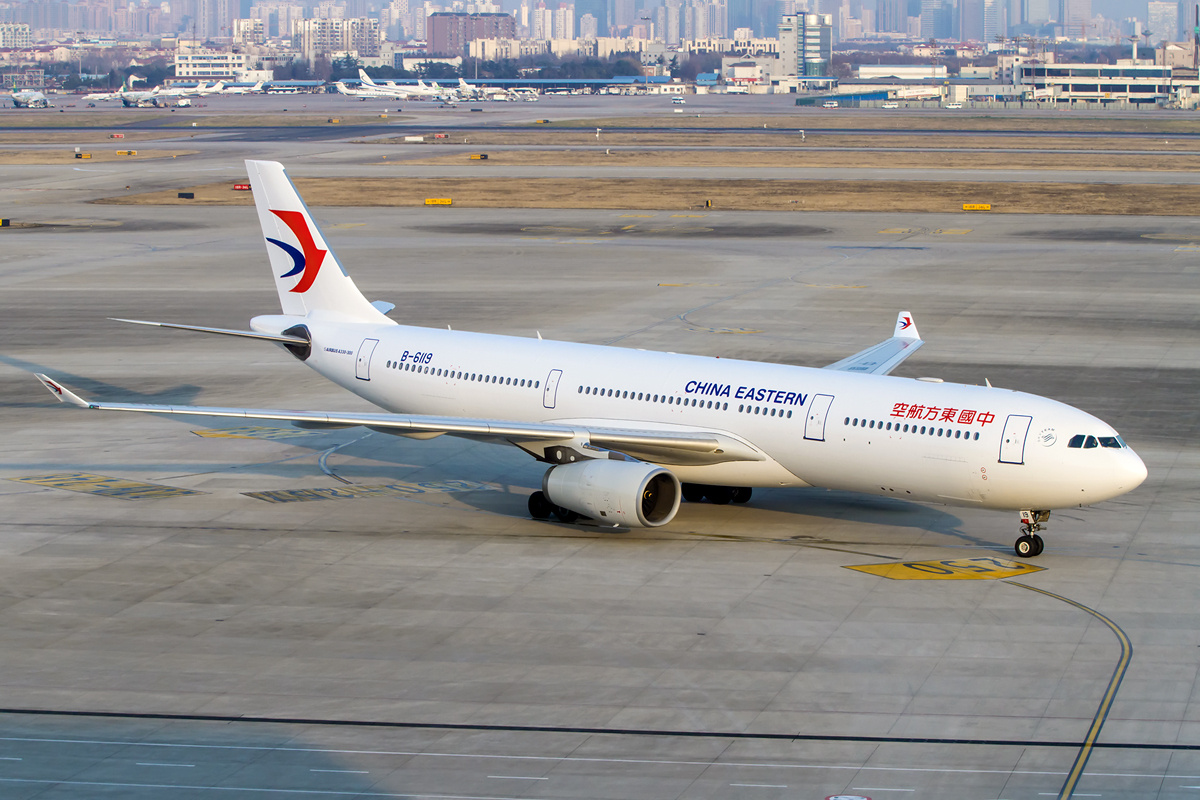
신도색을 적용한 에어버스 A330-300
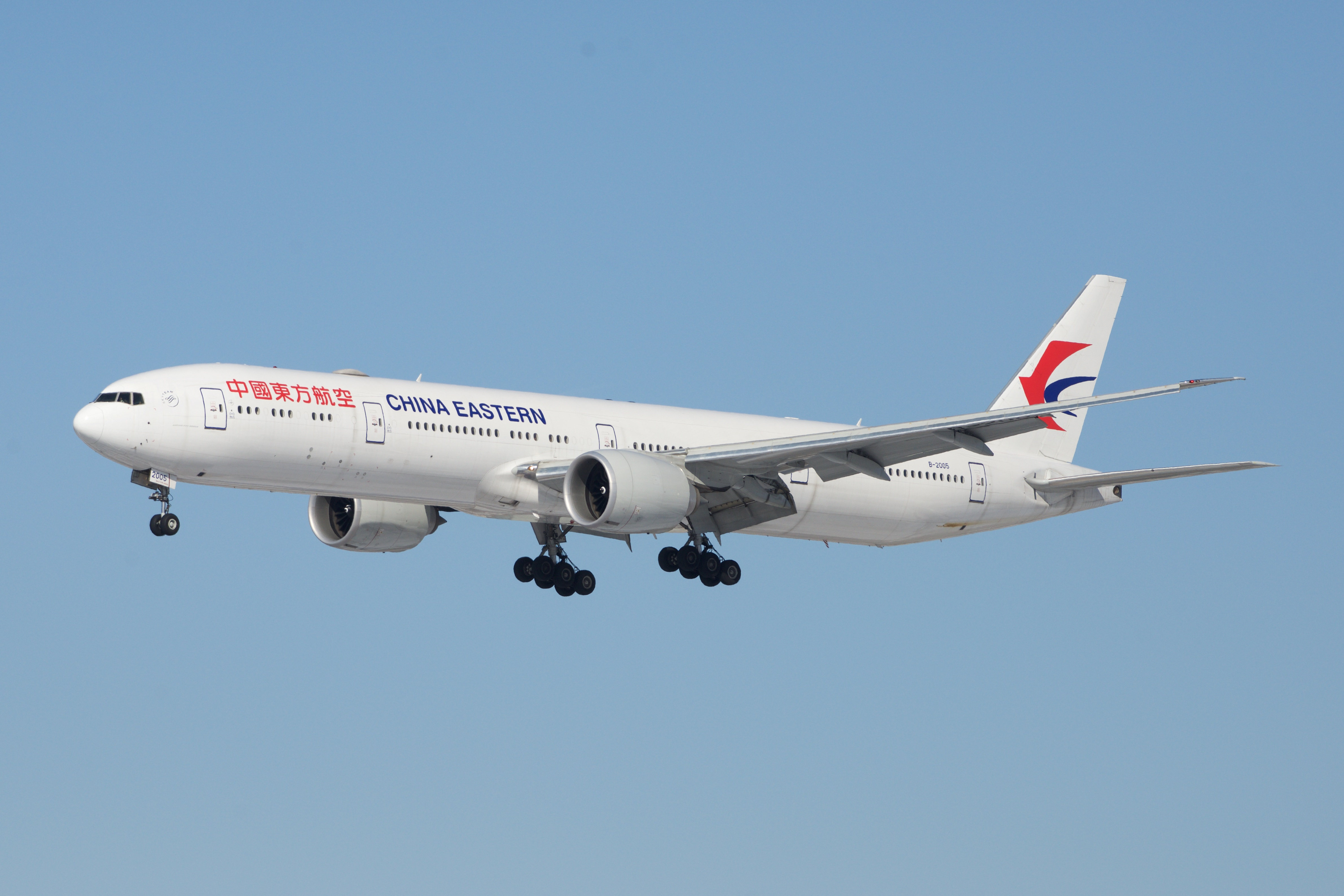
중국동방항공의 보잉 777-300ER

## 사건 및 사고
- 1989년 8월 15일 상하이에서 난창으로 갈 예정이었으나, (기종: 안토노프 An-24)이륙 도중 엔진 고장으로 추락해 탑승자 40명 중 34명이 사망했다.
- 1993년 4월 6일 베이징에서 상하이를 거쳐 로스앤젤레스로 가는(기종: 맥도널 더글러스 MD-11)중국동방항공 583편은 순항 중 날개에 몇 번의 진동으로 인해 원내 순항 고도에서 5,000피트(1,500m)가 내려갔다. 승객 2명이 숨지고 승객 149명과 승무원 7명이 다쳤다. 비행기는 셰미아에 무사히 착륙했다.
- 1993년 10월 26일, 선전에서 푸저우로 가는 중국동방항공 5398편, 맥도널 더글러스 MD-82기가 푸저우 창러 국제공항 근처에서 접근하려다 실패한 후 추락하여 탑승자 80명 중 2명이 사망했다.
- 2004년 11월 21일 바오투에서 상하이로 가는(기종: 봄바디어 CRJ200)중국동방항공 5210편이 출발 1분 만에 내몽골에서 추락해 탑승자 53명 전원이 사망했다.
- 2016년 10월 11일 상하이 훙차오 국제공항에서 중국동방항공기 2대가 활주로 침범 사고를 크게 일으켰다. 에어버스 A320인 5643편은 국내선 톈진행이었으며 36L 활주로에서 이륙 허가를 받았다. 활주로를 따라 가던 중 (에어버스 A330-300)인 중국동방항공 5106편이 유도로 B3를 통해 활주로로 진입했다. 5106편은 베이징발 36R번 활주로에 막 착륙한 상태였으며 터미널까지 택싱를 타고 갈 수 있도록 허가된 것으로 알려졌다. B3를 통해 활주로를 벗어나 유도로를 횡단한 뒤 유도로 H3을 통해 출발 활주로로 진입했다. 활주로 36L 문턱에서 2110m, A320이 이륙을 시작한 지점에서 2400m 떨어진 곳에 위치해 있다. 승무원들은 A330이 활주로로 진입하는 것을 알아차렸을 때 A320은 110노트로 가속하고 있었다. 조종실에서는 이륙을 계속했다. 그 항공기는 약 130노트의 속도로 갔고, A330은 이륙했다.

- 2022년 3월 21일 중국동방항공 5735편 추락 사고 미상의 원인으로 기수가 90°로 기울어지며 추락하였다.

## 사내 한국인 승무원 차별 논란
한국 승무원에 대한 대우가 엉망이다. 중국 내에서 코로나 19가 한창 퍼질 당시 한국인 승무원들을 중국 국내선에 집중 투입한 것에 이어 2020년 3월에는 갑자기 한국인 승무원들만 대량 해고 통보를 하여 논란을 일으켰다. 표면적인 이유는 한국 내 코로나 19유행으로 인한 수요 감소였으나, 비슷한 상황의 일본과 이탈리아 등 다른 국적 승무원들의 계약 해지 소식은 없었다고 하여 더욱 논란이 되고있다. 해고통보를 받은 직원들은 법적대응을 할 방침이라고 한다. 1심 판결은 부당한 해고가 인정된다며 그동안 밀린 임금을 지불해야한다고 판결했다. 중국동방항공이 근로 계약 갱신을 거절한 것은 적법한 절차가 아니였으며 한국인 승무원에 대해서만 갱신을 거절한 것은 ‘합리적 이유가 없는 차별’이라는 점도 지적했다.

## 같이 보기
- 중국화물항공
- 만리장성항공
- 상하이 항공
- 상하이 항공 카고